# Municipio de Olivia
El municipio de Olivia (en inglés: Olivia Township) es un municipio ubicado en el condado de McHenry en el estado estadounidense de Dakota del Norte. En el año 2010 tenía una población de 40 habitantes y una densidad poblacional de 0,43 personas por km².

## Geografía
El municipio de Olivia se encuentra ubicado en las coordenadas 47°54′1″N 100°46′12″O / 47.90028, -100.77000. Según la Oficina del Censo de los Estados Unidos, el municipio tiene una superficie total de 93 km², de la cual 92,91 km² corresponden a tierra firme y (0,1 %) 0,09 km² es agua.

## Demografía
Según el censo de 2010, había 40 personas residiendo en el municipio de Olivia. La densidad de población era de 0,43 hab./km². De los 40 habitantes, el municipio de Olivia estaba compuesto por el 100 % blancos. Del total de la población el 0 % eran hispanos o latinos de cualquier raza.